# Kotchakorn Voraakhom

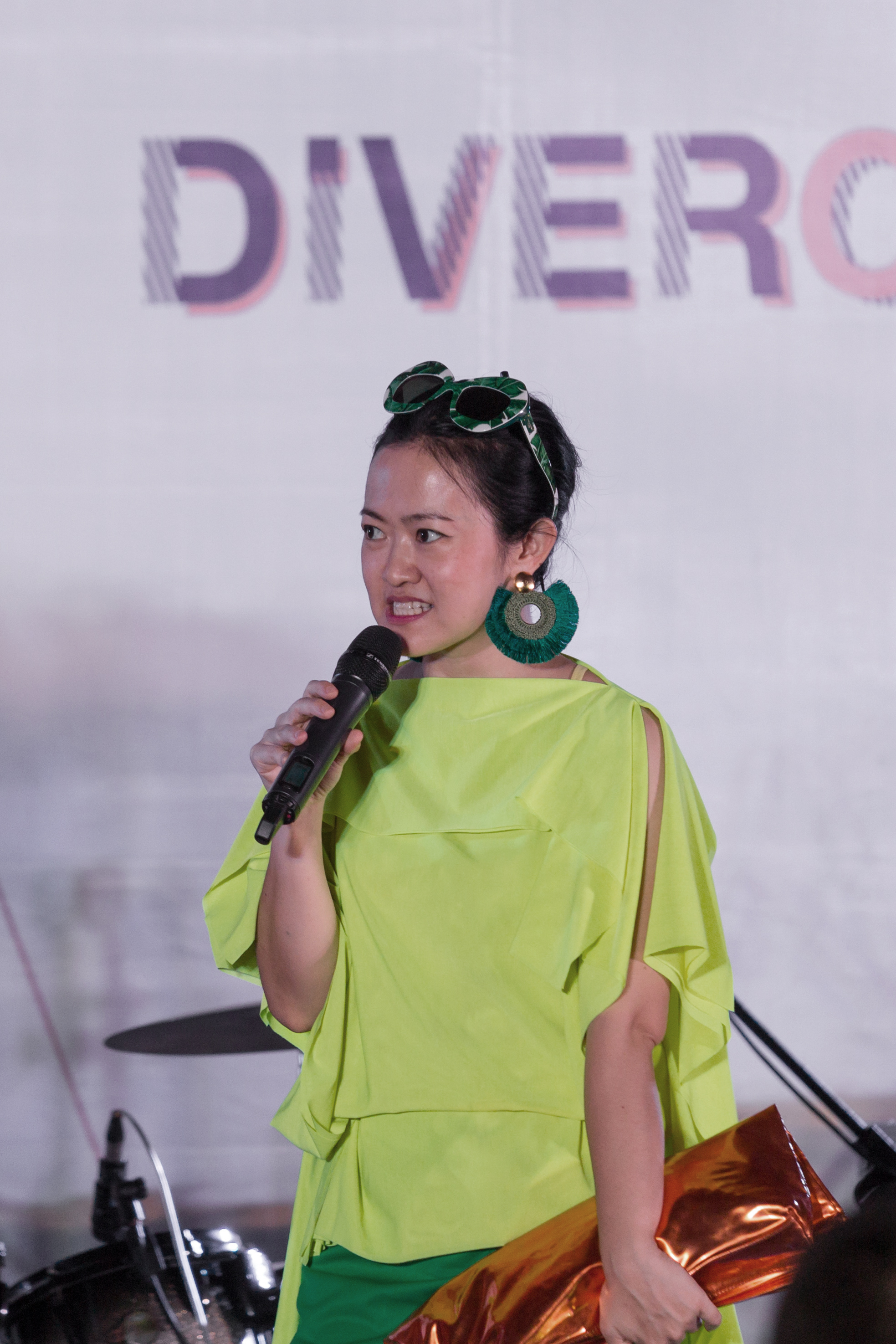
Kotchakorn Voraakhom

Kotchakorn Voraakhom (* 1981 in Bangkok) ist eine thailändische Landschaftsarchitektin. 

## Leben
Sie wuchs in ihrer Geburtsstadt Bangkok auf. Sie studierte an der Chulalongkorn University und absolvierte einen Masterstudiengang in Landschaftsdesign an der Harvard University.
Seit 2010 lehrt sie Landschaftsdesign an der Chulalongkorn University. Zu ihren Arbeiten gehören das Landschaftsdesign des thailändischen Pavillons auf der Expo 2015 in Mailand, das Design des „Concrete Jungle“-Grünbereichs am Siam Square und des neuen Samyan Market in Bangkok sowie der vier Hektar große Centenary Park der Chulalongkorn University.
Sie ist Development Fellow 2016 der Asia Foundation. Im Jahr 2017 gründete sie das Porous City Network, dessen Ziel es ist, Bangkoks Widerstandsfähigkeit gegen die Folgen des Klimawandels, insbesondere gegen Überschwemmungen, zu erhöhen. Im Jahr 2019 wurde Voraakhom von Time in der Liste „Time 100 Next 2019“ in der Kategorie „Innovator“ aufgeführt. Im darauffolgenden Jahr stand sie auf der BBC-Liste der 100 Women 2020.